# 德州鲜切牛排 (餐厅)
德州鲜切牛排（英語：Texas Roadhouse），是一家美式牛排连锁餐厅。其于1993年在美国印第安纳州克拉克斯维尔创立，目前总部位于肯塔基州路易维尔。截至2021年8月，德州鲜切牛排在全美的49个州开设了627家餐厅，此外还在全球范围内另开设了29家餐厅。

## 历史
1993年2月17日，首家德州鲜切牛排在美国印第安纳州克拉克斯维尔的绿树购物中心开业，创始人为Wayne Kent Taylor。同年11月，在佛羅里達州蓋恩斯維爾开设了第二家餐厅。2004年，德州鲜切牛排在全美32个州开设了162家餐厅，并于同年上市交易。
2014年，德州鲜切牛排在臺北市开设了亚洲首家餐厅。
2018年，德州鲜切牛排在上海市开设了中国大陆首家餐厅。
2021年3月18日，创始人Wayne Kent Taylor因无法忍受COVID后综合征造成的耳鸣自杀逝世。